# Laura Belotti
Laura Belotti (Roma, 2 dicembre 1966) è un'ex nuotatrice italiana.

## Biografia
Nata nel 1966 a Roma, a 17 anni ha partecipato ai Giochi olimpici di Los Angeles 1984, nei 200 m rana, arrivando 4ª con il tempo di 2'35"99 in batteria e qualificandosi alla finale B, terminata al 3º posto in 2'36"49, chiudendo quindi 11ª totale.
Ai campionati italiani estivi 1987 è stata campionessa nella staffetta 4×100 m misti con la Roma Nuoto, insieme a Manuela Carosi, Martina Giuliani e Silvia Persi, con il tempo di 4'20"80.
In carriera ha preso parte anche agli Europei di Spalato 1981.